# Sultanaat Lahej
Het sultanaat Lahej (Arabisch: سلطنة لحج, Salṭanat Laḥij) of het sultanaat Abdali (Arabisch: سلطنة العب دلي, Salṭanat al-ʿAbdalī) was een land in het uiterste zuiden van het Arabisch Schiereiland. Het sultanaat werd aan het einde van de 19e eeuw een protectoraat van het Verenigd Koninkrijk en werd gerekend tot het westelijke deel van het protectoraat Aden. In 1919 annexeerde Laheij het sultanaat Subeihi. In 1959 trad het land toe tot de Federatie van Zuid-Arabische Emiraten en in 1963 tot de Zuid-Arabische Federatie. Toen de volksrepubliek Zuid-Jemen in november 1967 werd uitgeroepen werd de monarchie afgeschaft.